# Valentiebindingstheorie
In de scheikunde verklaart de valentiebindingstheorie de aard van een chemische binding in een molecuul in termen van valenties. De valentiebindingstheorie komt voort uit de regel dat het centrale atoom in een molecuul de voorkeur geeft aan het vormen van elektronenparen conform geometrische beperkingen zoals bij benadering gedefinieerd door de octetregel. De valentiebindingstheorie is nauw gerelateerd aan de molecuulorbitaaltheorie.

## Geschiedenis
In 1916 veronderstelde Gilbert Lewis dat een chemische binding wordt gevormd door de interactie van twee gedeelde bindingselektronen met moleculen gerepresenteerd als Lewisstructuren. In 1927 werd de Heitler-Londontheorie, geformuleerd door Walter Heitler en Fritz London, die voor de eerste keer de mogelijkheid bood om de bindingseigenschappen van het waterstofmolecuul H2 te berekenen op basis van kwantummechanische beschouwingen. Walter Heitler ontdekte hoe de schrödingervergelijking (1925) gebruikt kon worden om te laten zien hoe de golffuncties van twee waterstofatomen samengaan om een covalente binding te vormen. Samen met Fritz London werkte hij de details van de theorie uit. Later gebruikte Linus Pauling het idee van paarbinding van Lewis samen met de Heitler-Londontheorie om twee andere concepten van de valentiebindingstheorie te ontwikkelen: resonantie (1928) en orbitaalhybridisatie (1930). Volgens Charles Coulson, auteur van het boek Valence uit 1952, markeert deze periode de start van de moderne valentiebindingstheorie in tegenstelling tot de oudere valentiebindingstheorieën, die in feite valentie-elektronentheorieën zijn, gebaseerd op pre-golfmechanische termen.

## Theorie
Een valentiebindingsstructuur is gelijk aan een Lewisstructuur, maar waar een enkele Lewisstructuur niet kan worden geschreven, worden verschillende valentiebindingsstructuren gebruikt. Elk van deze VB-structuren representeert een specifieke Lewisstructuur. De combinatie van VB-structuren is het belangrijke punt voor de resonantietheorie. De VB-theorie zegt dat de overlappende atomaire orbitalen van de deelnemende atomen een chemische binding vormen. Vanwege de overlap is het zeer waarschijnlijk dat elektronen zich in de bindingsregio bevinden. De VB-theorie ziet bindingen als zwakke gekoppelde orbitalen (kleine overlap). Met de theorie is het eenvoudigst te werken bij moleculen die zich in de grondtoestand bevinden.
De overlappende atomaire orbitalen kunnen verschillen. De twee types van overlappende orbitalen zijn sigma en pi. Sigma-bindingen ontstaan als de orbitalen van twee gedeelde elektronen elkaar head-to-head overlappen. Pi-bindingen ontstaan als twee parallelle orbitalen overlappen. Bijvoorbeeld, een binding tussen twee s-orbitaal elektronen is een sigmabinding, omdat twee bollen altijd coaxiaal zijn. In termen van bindingsorde hebben enkele bindingen een sigmabinding. Dubbele bindingen bestaan uit een sigma- en een pi-binding en drievoudige bindingen bestaan uit een sigma en twee pi-bindingen. Maar de atomaire orbitalen voor bindingen kunnen hybriden (kruisingen) zijn. Vaak heeft de bindende atomaire orbitaal een karakter van verschillende mogelijke soorten orbitalen. De methodes om een atomaire orbitaal te verkrijgen met het juiste bindingskarakter wordt hybridisatie genoemd.

## Hedendaagse VB theorie
De valentiebindingstheorie completeert nu de molecuulorbitaaltheorie (MO-theorie) die niet hecht aan het VB-idee dat elektronenparen gelokaliseerd zijn tussen twee specifieke atomen in een molecuul, maar zegt dat ze verdeeld zijn in sets van moleculaire orbitalen die zich uit kunnen strekken over het hele molecuul. De MO-theorie kan magnetische eigenschappen op een rechttoe-rechtaan manier voorspellen, maar de VB-theorie is gecompliceerder alhoewel het dezelfde resultaten geeft. De VB-theorie ziet aromatische eigenschappen van moleculen als het gevolg van resonantie tussen Kekuléstructuren, Dewarstructuren en mogelijk ionische structuren, terwijl de MO-theorie het ziet als een delokalisatie van de pi-elektronen. De onderliggende wiskunde is ook gecompliceerder bij de VB-theorie, hetgeen ervoor zorgt dat deze theorie relatief kleine moleculen beschouwt. Aan de andere kant voorziet de VB-theorie in een nauwkeuriger beeld van de reorganisatie van elektronenlading die plaatsvindt als bindingen worden verbroken en gevormd tijdens een chemische reactie. In het bijzonder voorspelt de VB-theorie correct de dissociatie van homonucleaire diatomaire moleculen in gescheiden atomen, terwijl de eenvoudige MO-theorie dissociatie voorspelt in een mengsel van atomen en ionen.
Recent hebben diverse groepen een theorie ontwikkeld die vaak de moderne valentiebindingstheorie wordt genoemd. Deze vervangt de overlappende atomaire orbitalen door overlappende valentiebindingsorbitalen die uitgebreid worden over alle basisfuncties in het molecuul. De resulterende energieën zijn competitiever met energieën waar elektronencorrelatie geïntroduceerd wordt gebaseerd op een Hartree-Fock referentiegolffunctie.